# 奚和朔奴
奚和朔奴（?—?），又作筹宁，即奚王和朔奴，奚六部長。辽国（契丹）軍人。
奚可汗後裔。辽景宗保宁年间，为奚六部长。統和元年（982年）九月，睿智皇太后萧绰称制，耶律休哥統轄南方軍事，和朔奴在属下为南面行軍副部署。统和四年（986年），北宋曹彬、米信为收复燕雲十六州奪回進攻辽国，和朔奴率军南下抵御宋太宗北伐，随耶律休哥南下在燕南击破宋軍，受嘉赏。凱旋後，問責他冤杀李浩之罪，聖宗以和朔奴之功免罪。统和六年（988年）冬，参加南征，率奚六部軍別道進击，在狼山（今河北易县西狼牙山）击破宋軍。统和八年（990年），上表请求奚族依旧制设职官二宰相、二常衮，恢复奚六部常袞职掌旧制，聖宗同意。统和十三年（995年）秋，转任都部署，进攻兀惹（今黑龙江通河附近）。駐鉄驪秣马数月，進軍兀惹城。不许请降，城中兀惹軍于是团结死战。和朔奴知到不能克城，接受副部署蕭恒德提案，掠地东南，循高麗國北境回师。地远糧食補給不足，兵馬多死傷。统和十四年（996年）五月，圣宗降其封爵，奚六部隶北府。死后，儿子奚烏也，为郎君班詳稳。

## 延伸阅读
[在维基数据编辑]
 《遼史/卷85》，出自脱脱《遼史》